# Johann Thuille

Ars medicinalis

Johann Joseph Thuille (* 1590 in Südtirol; † nach 1631) war ein aus Tirol stammender Gelehrter, Dichter, Mediziner und Mathematiker.

## Leben
Thuille stammte aus sehr einfachen Verhältnissen. Als begabter Bauernbube lernte er in der Abtei Marienberg lesen und schreiben. Nach dem Besuch des Innsbrucker Gymnasiums konnte er mit einem landesfürstlichen Stipendium an der Universität Freiburg im Breisgau studieren. Nach dem Studium unterrichtete er zwei Jahre lang Humaniora in Freiburg, bis er zwangsrekrutiert wurde. 
Thuille war von 1625 bis 1631 Professor der schönen Künste an der Universität Padua. 
Er widmete sich auch der Medizin und Mathematik. 1621 gab er eine kommentierte Neuausgabe von Alciatis Emblemata heraus. Das Epigramm stammt von Johann Baptist Windthier und war den Alciati-Kommentaren vorangestellt.

## Werke
- Facis historicae compendium ex Justi Lipsii operibus… compositum, Straßburg 1617.
- Oratio in funere Hieronymi Fabritii ab Acquapendente, Padua 1619.
- Oratio Illustrissimo Viro Iulio Contareno… dicta, Padua 1623.
- Scena Europaea, personis suae instructa: preacipuas Regum… repraesentans, Stralsund 1631
- Galenus, Ars medicinalis, Nicolao Leoniceno interprete, argumentis… locupletata a Joanne Thuilio, Padua 1642.